# Igrzyska Ameryki Środkowej i Karaibów 1998
Igrzyska Ameryki Środkowej i Karaibów 1998 – osiemnaste Igrzyska Ameryki Środkowej i Karaibów, multidyscyplinarne zawody sportowe dla krajów znajdujących się w Ameryce Środkowej i na Karaibach, które odbyły się w Maracaibo w dniach 8–22 sierpnia 1998 roku.

## Informacje ogólne
Rekordowa liczba trzydziestu dwóch uczestniczących krajów wystawiła łącznie 2768 zawodników i 1347 zawodniczki, liczbą nieznacznie ustępując igrzyskom sprzed ośmiu lat. Sportowcy rywalizowali w 376 konkurencjach w 30 dyscyplinach, w nieco skromniejszym programie niż pięć lata wcześniej. Zawody wioślarskie odbyły się w Gwatemali. Wykryto dwanaście przypadków dopingu.

## Dyscypliny
- Baseball  (szczegóły)
- Boks  (szczegóły)
- Gimnastyka artystyczna  (szczegóły)
- Gimnastyka sportowa  (szczegóły)
- Hokej na trawie  (szczegóły)
- Jeździectwo  (szczegóły)
- Judo  (szczegóły)
- Karate  (szczegóły)
- Kolarstwo torowe  (szczegóły)
- Koszykówka  (szczegóły)
- Kręgle  (szczegóły)
- Lekkoatletyka  (szczegóły)
- Łucznictwo  (szczegóły)
- Piłka nożna  (szczegóły)
- Piłka wodna  (szczegóły)
- Pływanie  (szczegóły)
- Pływanie synchroniczne  (szczegóły)
- Podnoszenie ciężarów  (szczegóły)
- Racquetball  (szczegóły)
- Siatkówka (halowa)  (szczegóły)
- Softball  (szczegóły)
- Strzelectwo  (szczegóły)
- Szermierka  (szczegóły)
- Taekwondo  (szczegóły)
- Tenis stołowy  (szczegóły)
- Tenis ziemny  (szczegóły)
- Triathlon  (szczegóły)
- Wioślarstwo  (szczegóły)
- Zapasy  (szczegóły)
- Żeglarstwo  (szczegóły)

## Tabela medalowa
Źródło.
| Lp.   | Państwo                              | Złoto | Srebro | Brąz | Razem |
| ----- | ------------------------------------ | ----- | ------ | ---- | ----- |
| 1     | Kuba                                 | 191   | 76     | 68   | 335   |
| 2     | Meksyk                               | 60    | 87     | 67   | 214   |
| 3     | Wenezuela                            | 56    | 68     | 67   | 191   |
| 4     | Kolumbia                             | 19    | 44     | 51   | 114   |
| 5     | Portoryko                            | 11    | 21     | 48   | 80    |
| 6     | Dominikana                           | 7     | 20     | 45   | 72    |
| 7     | Jamajka                              | 7     | 12     | 11   | 30    |
| 8     | Surinam                              | 7     | 1      | 0    | 8     |
| 9     | Salwador                             | 5     | 10     | 22   | 37    |
| 10    | Gwatemala                            | 3     | 11     | 22   | 36    |
| 11    | Panama                               | 3     | 6      | 4    | 13    |
| 12    | Antyle Holenderskie                  | 3     | 2      | 6    | 11    |
| 13    | Kostaryka                            | 2     | 3      | 5    | 10    |
| 14    | Barbados                             | 2     | 2      | 4    | 8     |
| 15    | Trynidad i Tobago                    | 1     | 8      | 6    | 15    |
| 16    | Bahamy                               | 1     | 1      | 4    | 6     |
| 17    | Wyspy Dziewicze Stanów Zjednoczonych | 1     | 1      | 0    | 2     |
| 18    | Nikaragua                            | 0     | 2      | 6    | 8     |
| 19    | Honduras                             | 0     | 1      | 5    | 6     |
| 20    | Haiti                                | 0     | 0      | 3    | 3     |
| 21    | Aruba                                | 0     | 0      | 1    | 1     |
| =     | Trynidad i Tobago                    | 0     | 0      | 1    | 1     |
| Razem | Razem                                | 379   | 376    | 446  | 1201  |